# Serica baiyungshanica
Serica baiyungshanica är en skalbaggsart som beskrevs av Ahrens 2005. Serica baiyungshanica ingår i släktet Serica och familjen Melolonthidae. Inga underarter finns listade i Catalogue of Life.